# Gerald Henderson
Gerald Henderson é um ex-jogador de basquete norte-americano que foi campeão da Temporada da NBA de 1983-84 jogando pelo Boston Celtics.